# Liste der Herrscher des Fürstentums Lüneburg

Das Wappen des Fürstentums Lüneburg mit blauem Löwen auf goldenem Grund und roten Herzen.

Die Liste der Herrscher des Fürstentums Lüneburg enthält alle Regenten des Fürstentums Lüneburg von 1269 bis zu seinem Anfall an das Kurfürstentum Braunschweig-Lüneburg im Jahr 1705.
Inhaber des Reichslehens waren die welfischen Herzöge von Braunschweig-Lüneburg und während des Lüneburger Erbfolgekrieges von 1370 bis 1388 die askanischen Herzöge von Wittenberg. Aufgrund einer Vereinbarung in der Teilungsurkunde des Jahres 1269 trugen alle welfischen Herzöge des Gesamthauses Braunschweig-Lüneburg auch nach der Teilung den Titel eines Herzogs von Braunschweig-Lüneburg.
Die Wappen der Lüneburger Fürsten wurden im Laufe der Jahrhunderte mehrmals verändert und erweitert. Das Stammwappen des Fürstentums Lüneburg stellt einen blauen, aufgerichteten Löwen in einem goldenen Schild dar. Im 14. Jahrhundert kam es zu einer Vereinigung mit dem Wappen der braunschweigischen Linie des Welfenhauses, welches zwei goldene Leoparden auf rotem Grund zeigt. Im 15. und 16. Jahrhundert wurde das Wappen dann um die Wappenschilde der neu hinzu gewonnenen Territorien Everstein, Homburg, Hoya, Diepholz sowie die Wappen der an das Braunschweiger Fürstentum angeschlossenen Harzgrafschaften Lauterberg, Klettenberg, Hohnstein, Regenstein und Blankenburg erweitert.

## Herrscher des Fürstentums Lüneburg

### Altes Haus Lüneburg
| Durch die Teilung des Herzogtums Braunschweig-Lüneburg zwischen Albrecht I. und Johann entstanden 1269 die Fürstentümer Braunschweig und Lüneburg. Johann begründete damit das Alte Haus Lüneburg. |

| Bildnis | Name (Lebensdaten)                  | Herrschaftszeit | Ehefrau (Heiratsjahr) | Anmerkungen |
| --- | ----------------------------------- | --------------- | --- | --- |
| | Johann I. (1242–1277)               | 1269–1277       | Luitgard von Holstein (1265)                                                                                             | Erwarb die Stadt Uelzen und verlieh ihr 1270 Stadtrechte und förderte die Entwicklung der Saline in Lüneburg. |
| Da Otto II. beim Tod seines Vaters noch unmündig war, übernahm eine Vormundschaftsregierung unter Leitung des Braunschweiger Fürsten Albrecht und des Verdener Bischofs Konrad von 1277 bis 1282 die Regierung. |                                     |                 | | |
| | Otto II., (der Strenge) (1266–1330) | 1282–1330       | Matilde von Bayern (1288)                                                                                                | Setzte die Erwerbspolitik und territoriale Konsolidierung seiner Vorgänger fort. Ordnete durch den Verkauf der Münzrechte an die Städte Lüneburg und Hannover das Münzwesen im Fürstentum neu. Verlieh Harburg (1288), Dahlenburg (1289) und Celle (1292) Stadtrechte.                                        |
| | Otto III. (1296–1352)               | 1330–1352       | Matilde von Mecklenburg (1310)                                                                                           | Übte gemeinsam mit seinem Bruder Wilhelm II. die Regierung aus. Erwarb das Dorf Fallersleben, die Grafschaft Papenteich und Wettmarshagen, dadurch Stärkung der herzoglichen Macht im Raum Gifhorn. Unterstützte die wirtschaftlich aufstrebenden Städte.                                                     |
| | Wilhelm II. († 1369)                | 1330–1369       | Hedwig von Ravensberg (vor 1328) Marie (nach 1336) Sophie von Anhalt Berneburg (1346) Agnes von Sachsen-Lauenburg (1363) | Übte gemeinsam mit seinem Bruder Otto III. die Regierung aus. Erwarb das Dorf Fallersleben, die Grafschaft Papenteich und Wettmarshagen, dadurch Stärkung der herzoglichen Macht im Raum Gifhorn. Unterstützte die wirtschaftlich aufstrebenden Städte. Sein Tod löste 1370 den Lüneburger Erbfolgekrieg aus. |

### Altes Haus Braunschweig
| Nach dem Tode Wilhelms erbte der dem Alten Haus Braunschweig angehörende Magnus Torquatus das Fürstentum. |

| Bildnis | Name (Lebensdaten)            | Herrschaftszeit | Ehefrau (Heiratsjahr)           | Anmerkungen |
| ------- | ----------------------------- | --------------- | ------------------------------- | --- |
|         | Magnus, Torquatus (1328–1373) | 1369–1373       | Katharina von Anhalt (vor 1356) | Erbte sowohl das Lüneburger als auch das Braunschweiger Fürstentum. Starb an den tödlichen Verletzungen eines Zweikampfes bei der Schlacht am Deister. |

### Herzöge von Sachsen-Wittenberg
| Neben Magnus Torquatus erhoben auch die askanischen Herzöge von Wittenberg Anspruch auf das Fürstentum. Dies führte zum Lüneburger Erbfolgekrieg. |

| Bildnis | Name (Lebensdaten)    | Herrschaftszeit | Ehefrau (Heiratsjahr)                | Anmerkungen |
| ------- | --------------------- | --------------- | ------------------------------------ | --- |
|         | Albrecht († 1385)     | 1370–1385       | Katharina von Anhalt (vor 1374)      | Albrecht verlegte nach der Schleifung der Lüneburger Burg die Residenz 1378 nach Celle. Wurde nach dem Tode Wilhelms vom Kaiser Karl IV. mit dem Fürstentum belehnt, dies löste den Lüneburger Erbfolgekrieg aus. Heiratete aufgrund eines Friedensvertrages die Witwe von Herzog Magnus. |
|         | Wenzel (um 1337–1388) | 1370–1388       | Cecilia von Carrara (1371 oder 1376) | Wurde gemeinsam mit seinem Neffen Albrecht von Kaiser Karl IV. mit dem Lüneburger Fürstentum belehnt, dies löste den Lüneburger Erbfolgekrieg aus. Starb 1388 bei der Belagerung von Celle. Wurde in der Michaeliskirche in Lüneburg begraben.                                            |

### Mittleres Haus Braunschweig
| Nach dem Erbfolgekrieg kam es 1388 zu einer erneuten Aufteilung der Fürstentümer Braunschweig und Lüneburg. Heinrich I. der Milde übernahm Lüneburg gemeinsam mit seinem Bruder und begründete das Mittlere Hauses Braunschweig. |

| Bildnis | Name (Lebensdaten)                  | Herrschaftszeit | Ehefrau (Heiratsjahr)                                                  | Anmerkungen |
| ------- | ----------------------------------- | --------------- | ---------------------------------------------------------------------- | --- |
|         | Heinrich, der Milde († 1416)        | 1388–1416       | Sophie von Pommern (1388) Margarete von Hessen (1409)                  | Trug den Beinamen „König von der Haide“. Regierte sowohl im Fürstentum Braunschweig als auch im Fürstentum Lüneburg.                                         |
|         | Wilhelm, der Siegreiche (1392–1482) | 1416–1428       | Cäcilie von Brandenburg (1423) Matilde von Holstein-Schauenburg (1466) | Trug den Beinamen der Siegreiche. Regierte gemeinsam mit seinem Bruder Heinrich II. Begründete das Fürstentum Calenberg.                                     |
|         | Heinrich, der Friedsame (1411–1473) | 1416–1428       | Helene von Kleve (1435)                                                | Regierte gemeinsam mit seinem Bruder Wilhelm. Trug den Beinamen der Friedsame, da er, im Gegensatz zu seinem Bruder, kriegerische Auseinandersetzungen mied. |

### Mittleres Haus Lüneburg
| Nach einer erneuten Aufteilung der welfischen Fürstentümer übernahm 1428 Bernhard I. Lüneburg und begründete das Mittlere Haus Lüneburg. |

| Bildnis | Name (Lebensdaten)                 | Herrschaftszeit         | Ehefrau (Heiratsjahr)                      | Anmerkungen |
| --- | ---------------------------------- | ----------------------- | ------------------------------------------ | --- |
| | Bernhard († 1434)                  | 1388–1409 und 1428–1434 | Margarete von Sachsen-Wittenberg (1385)    | Verbrachte drei Jahre in Gefangenschaft des Herrn von Schwichelde. Schloss einen Vertrag mit den Wittenberger Herzögen um den Lüneburger Erbfolgekrieg zu beenden. |
| | Otto, der Hinkende († 1446)        | 1434–1446               | Elisabeth von Eberstein (1425)             | Übte gemeinsam mit seinem Bruder Friedrich dem Frommen die Regierung aus. Ließ das Celler Schloss umbauen. Verbesserte die rechtliche Situation der Bauern den Grundherren gegenüber. |
| | Friedrich, der Fromme († 1478)     | 1434–1457 und 1472–1478 | Magdalena von Brandenburg (1430)           | Ließ ein Kloster in Celle errichten. Gab 1457 die Regierung an seinen Sohn Bernhard II. ab und zog sich als Pfründner ins Kloster zurück. Nachdem Bernhard II. 1464 und sein Bruder Otto 1471 starben übernahm er bis zu seinem Tod wieder die Regierung.                                                                                  |
| | Bernhard (1432–1464)               | 1457–1464               | Matilde von Holstein-Schauenburg (1463)    | Wurde 1452 zum Bischof von Hildesheim gewählt. Verließ 1457 auf Bitten seines Vaters das Stift, um die Regierung im Fürstentum Lüneburg zu übernehmen. Seine 1463 geschlossene Ehe blieb kinderlos. |
| | Otto, der Siegreiche (1439–1471)   | 1464–1471               | Anna von Nassau-Dillenburg (1467)          | Er übernahm nach dem Tod seines Bruders die Regierung und unterstützte die klösterliche Reformbewegung. Kam der Legende nach bei einem Unfall auf der Stechbahn in Celle ums Leben, ein Hufeisen im Boden erinnert daran. |
| Von 1478 bis 1486 übernahm Anna von Nassau unter Beteiligung der Landstände die Regierung für ihren noch unmündigen Sohn Heinrich den Mittleren. |                                    |                         |                                            | |
| | Heinrich, der Mittlere (1468–1532) | 1486–1520               | Margarete von Sachsen (1487)               | Ging 1520 an den französischen Königshof in Erwartung der Reichsacht die ein Jahr später gegen ihn ausgesprochen wurde. Kehrte 1527 aus dem Exil zurück und versuchte mit katholischen Gläubigen die Regierung zu übernehmen und die Reformation rückgängig zu machen, scheiterte damit jedoch.                                            |
| | Ernst, der Bekenner (1497–1546)    | 1520–1546               | Sophia von Mecklenburg (1528)              | Führte 1527 auf dem Landtag zu Scharnebeck die Reformation im Fürstentum Lüneburg ein. Aufgrund der Mitunterzeichnung des Augsburger Bekenntnisses erhielt er im 18. Jahrhundert den Beinamen der Bekenner. Weitere Schwerpunkte seiner Regierung waren die Sanierung des verschuldeten Fürstentums und die Modernisierung der Verwaltung. |
| | Otto (1495–1549)                   | 1520–1527               | Meta von Campe (1527)                      | Übte zunächst gemeinsam mit seinem Bruder die Regierung im Fürstentum Lüneburg aus. Heiratete 1527 die nicht ebenbürtige Meta von Campe und wurde mit einem eigenen Herrschaftsbereich, der Herrschaft Harburg an der Elbe auf Schloss Harburg, abgefunden.                                                                                |
| | Franz (1508–1549)                  | 1536–1539               | Klara von Sachsen-Lauenburg (1547)         | Übte zunächst gemeinsam mit seinem Bruder die Regierung im Fürstentum Lüneburg aus. Schied 1539 aus der Regierung aus und wurde mit der Herrschaft Gifhorn abgefunden. Ließ Schloss Gifhorn als Residenz ausbauen. |
| Da die Söhne Ernst des Bekenners bei dessen Tod noch unmündig war, übernahm eine Vormundschaftsregierung aus Statthalter und Räten unter Leitung des Kölner Erzbischof und des Grafen von Schaumburg von 1546 bis 1555 die Regierung.                    |                                    |                         |                                            | |
| | Franz Otto (1530–1559)             | 1555–1559               | Elisabeth Magdalene von Brandenburg (1559) | Starb bereits drei Monate nach seiner Heirat, seine Ehe blieb kinderlos. |
| | Heinrich (1533–1598)               | 1559–1569               | Ursula von Sachsen-Lauenburg (1569)        | Heiratete 1569 entgegen der Absprachen mit seinem Bruder Ursula von Sachsen Lauenburg. Schied im selben Jahr aus der Regierung aus und wurde mit der Herrschaft Dannenberg abgefunden. |
| | Wilhelm, der Jüngere (1535–1592)   | 1559–1592               | Dorothea von Dänemark (1561)               | Erließ 1562 eine Kirchenordnung und brachte die Reformation im Fürstentum damit praktisch zum Abschluss. Gab eine Bekenntnisschrift, die Corpus Doctrinae Wilhelminum, heraus. Verbrachte die letzten Jahre in geistiger Umnachtung und war nicht mehr in der Lage die Regierung zu leiten.                                                |
| Aufgrund einer Geisteskrankheit war Wilhelm seit 1587 nicht mehr in Lage sein Amt auszuüben. Unter Leitung von Phillip von Grubenhagen und Wilhelms Gemahlin Dorothea übernahmen eine Regierung der Statthalter und Räte die Verwaltung des Fürstentums. |                                    |                         |                                            | |
| | Ernst II. (1564–1611)              | 1592–1611               | ledig                                      | Unter ihm wurde der Celler Familienvertrag des Jahres 1610 geschlossen, der die Unteilbarkeit des Fürstentums sicherstellen sollte. |
| | Christian, der Ältere (1566–1633)  | 1611–1633               | ledig                                      | Versuchte das Fürstentum Lüneburg aus dem 30-jährigen Krieg herauszuhalten und bemühte sich um bewaffnete Neutralität. |
| | August, der Ältere (1568–1636)     | 1633–1636               | ledig                                      | Setzte die von seinem Bruder begonnene Neutralitätspolitik im Dreißigjährigen Krieg fort. Hatte mit der Amtsmanntochter Ilse Schmidichen 12 Kinder, die unter dem Namen von Lüneburg in den Adelsstand erhoben wurden. |
| | Friedrich (1574–1648)              | 1636–1648               | ledig                                      | Entließ die welfische Armee und schwächte dadurch seine Verhandlungsposition bei den Friedensverhandlungen in Münster. |

### Neues Haus Lüneburg
| Die Kinder Wilhelm des Jüngeren einigten sich, dass nur einer von ihnen sich standesgemäß vermählen und die Erblinie fortsetzen sollte. Das Los fiel auf den zweitjüngsten Georg von Calenberg, der damit das Neue Haus Lüneburg begründete. Er selbst regierte jedoch nicht in Lüneburg, erst sein Sohn Christian Ludwig übernahm das Fürstentum 1648. |

| Bildnis | Name (Lebensdaten)           | Herrschaftszeit | Ehefrau (Heiratsjahr)                                               | Anmerkungen |
| ------- | ---------------------------- | --------------- | ------------------------------------------------------------------- | --- |
|         | Christian Ludwig (1622–1665) | 1648–1665       | Dorothea Sophie von Schleswig-Holstein-Sonderburg-Glücksburg (1653) | Seine Ehe mit Dorothea von Holstein blieb kinderlos. Er setzte den Reiherpfahl in Altenhagen, der noch heute vorhanden ist.                                                                                                 |
|         | Johann Friedrich (1625–1679) | 1665            | Benedicta Henriette von der Pfalz (1668)                            | Übernahm nach dem Tod seines Bruders Christian Ludwig 1665 staatsstreichartig die Regierung in Celle, musste das Fürstentum aber an seinen älteren Bruder Georg Wilhelm herausgeben. Konvertierte zum katholischen Glauben. |
|         | Georg Wilhelm (1624–1705)    | 1665–1705       | Eleonore d’Olbreuse (1676)                                          | Wurde als Heideherzog bekannt. Ließ das Schlosstheater und den französischen Garten in Celle bauen. Letzter Herzog in Celle – nach seinem Tod fiel das Fürstentum an das Kurfürstentum Hannover.                            |

| 1705 fiel das Fürstentum Lüneburg durch Erbgang an das Kurfürstentum Braunschweig-Lüneburg. |
| ------------------------------------------------------------------------------------------- |